# Ayyappan

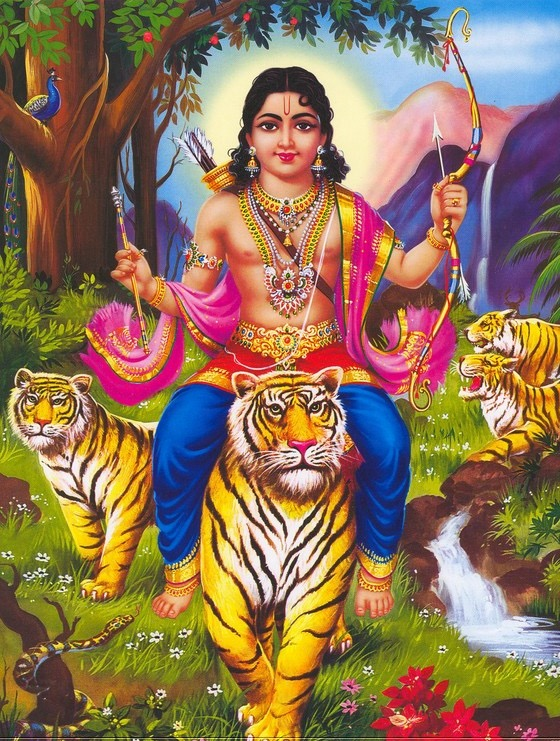
Ayyappa nell'arte indiana, circa 1950

Ayyappan è il dio Hindu della crescita, particolarmente popolare nel Kerala. È una divinità sincretica, figlio di Shiva e Mohini – la rappresentazione femminile di Visnù. Ayyappan viene chiamato anche Ayyappa, Sastavu, Hariharaputra, Manikanta, Shasta o Dharma Shasta.
L'iconografia di Ayyappan lo raffigura come un bel dio celibe che fa yoga e come modello del dharma, che porta una campana al collo. Nel pantheon indù, le leggende che narrano le sue gesta per quanto siano relativamente recenti sono diverse. Per alcuni, è anche un'incarnazione del Buddha. È onorato da alcuni musulmani del Kerala, con leggende in cui Ayyappan sconfigge e ottiene l'adorazione del brigante musulmano Vavar. Nella tradizione popolare indù, in particolare dei Ghati occidentali dell'India, è nato con i poteri di Shiva e Vishnu per affrontare e sconfiggere la malvagità mutaforma Mahishasuri. È cresciuto allevato da una coppia reale senza figli, diventando un guerriero yogi campione di vita etica e dharmica. Nell'iconografia propria dell'India del sud, è raffigurato come una tigre, ma in alcuni luoghi come in Sri Lanka viene rappresentato come un elefante bianco.
La popolarità di Ayyappan è cresciuta in molte parti dell'India, e il più importante santuario Ayyappan si trova a Sabarimala, immerso nelle colline di Pathanamthitta del Kerala. Ogni anno tra fine dicembre e inizio gennaio il santuario riceve milioni di pellegrini, molti dei quali si preparano per settimane e poi scalano la collina a piedi nudi, rendendolo uno dei più grandi siti di pellegrinaggio attivo al mondo. Il pellegrinaggio attira molti devoti, di diversa estrazione sociale ed economica, In alcuni templi, Ayyappan è rappresentato con donne grihastha (sposata, domestica). Ayyappan può condividere una relazione storica con la divinità tamil Aiyanar. Il festival più significativo collegato al culto di Ayyappan è il Makaravilakku (Makara Sankranti), celebrato nel periodo del solstizio d'inverno.

## Nome e iconografia

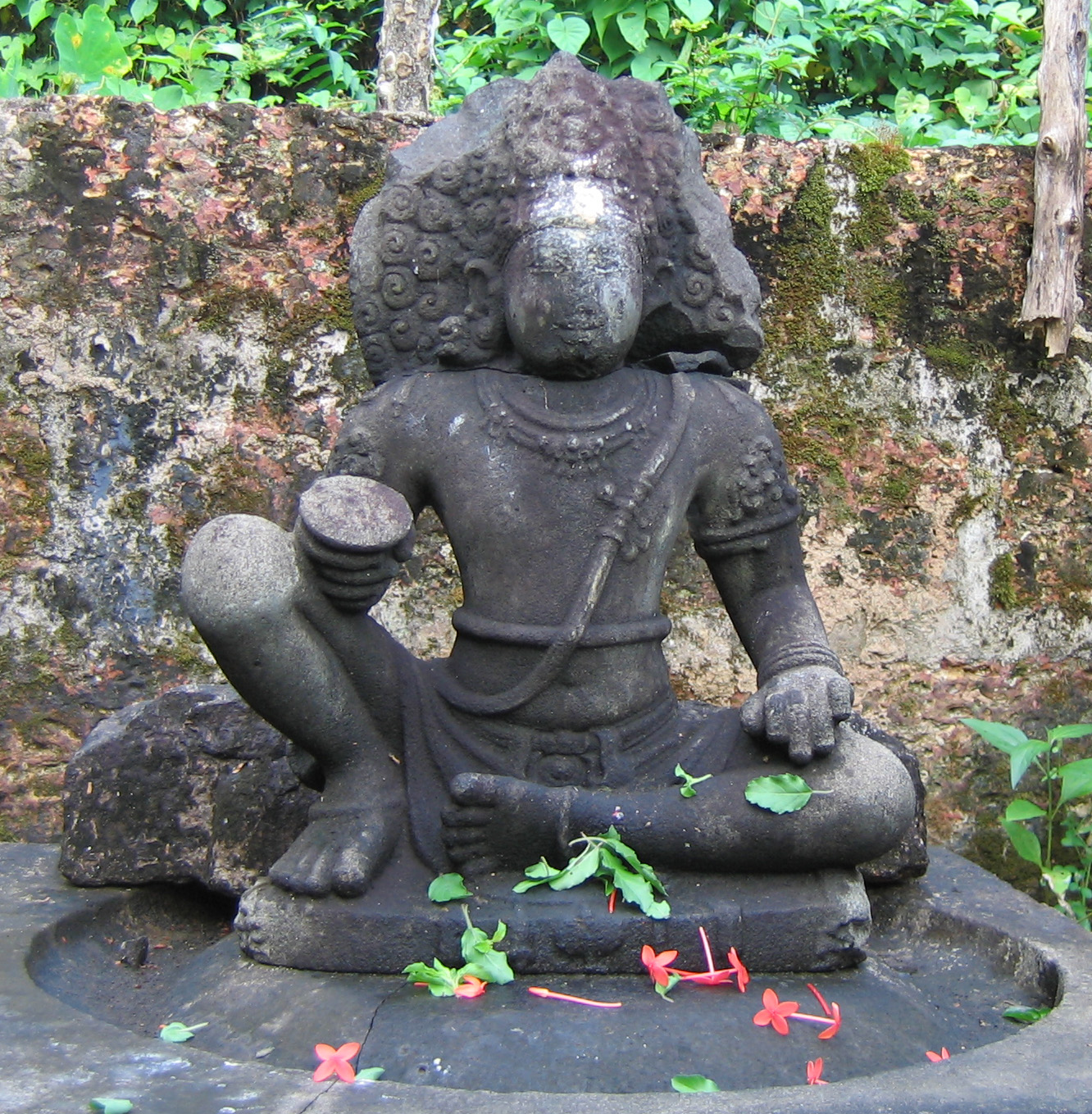
Ayyappan al tempio Mridanga Saileswari, Muzhakkunnu, Kannur.

Il nome Ayyappan (a volte scritto come Ayyappa o Aiyappan) può essere correlato al termine Arya. Il termine sanscrito Arya (Pali: Ariya) si trova in antichi testi di induismo e buddismo, dove ha un significato di "spiritualmente nobile, straordinario, prezioso". Tuttavia, la parola Ayyappan non compare nelle versioni dell'India meridionale dei Purana, portando gli studiosi all'ipotesi che Ayyappan possa avere radici diverse. La teoria alternativa la collega alla parola Malayali acchan e alla parola Tamil appa che significa "padre", con Ayyappan considerato "Signore-padre". La proposta alternativa è supportata dal nome alternativo di Ayyappan che è Sastava (Sasta, Sashta, Sastra), un termine vedico che significa anche "Insegnante, Guida, Signore, Sovrano". Le parole Sastha e Dharmasastha legate ad un dio indù si trovano nei Purana.
Ayyappan è anche conosciuto come Hariharaputra – che significa "figlio di Harihara" o una divinità nata dalla fusione di Hari e Hara, i nomi dati rispettivamente a Vishnu e Shiva. Viene anche chiamato Manikanta da Mani, che in sanscrito significa pietra preziosa, e kanta, che in sanscrito significa collo. In alcune regioni, Ayyappa e Ayyanar sono considerati la stessa divinità a causa della loro origine simile. Altri li considerano due divinità separate perché i loro metodi di adorazione non sono gli stessi.
Ayyappan è una divinità guerriera. È venerato per la sua devozione ascetica al Dharma - il modo di vivere etico e giusto, per dispiegare il suo genio militare e le sue audaci abilità di guerra yogica per distruggere coloro che sono potenti ma non etici, abusivi e arbitrari. La sua iconografia è raffigurata con un arco e una freccia nella mano sinistra, mentre nella destra tiene un arco o una spada poggiata diagonalmente sulla sua coscia sinistra. Altre raffigurazioni di Ayyappan, in particolare i dipinti, in genere lo mostrano in una posizione yoga con una campana al collo e a volte lo mostrano in sella a una tigre.

## Vita e legende
Le leggende sulla sua vita e la mitologia di Ayyappa variano da una regione all'altra come per tutti gli dèi e le divinità indù, riflettendo una tradizione che si è evoluta e arricchita nel tempo, a volte in modi conflittuali. Ad esempio, il testo del Sribhutanatha Purana presenta Ayyappan come un'incarnazione della divinità brahmanica Hariharaputra, il figlio di Shiva e Mohini. Questa interazione tra Shiva e Mohini è menzionata nel Bhagavata Purana, ma Ayyappan non è menzionato. Nella tradizione orale rappresentata dalle canzoni popolari malayalam, Ayyappa viene presentato come un eroe guerriero del regno di Pandala. Secondo Eliza Kent, le leggende nella tradizione DI Ayyappa sembrano essere "artificialmente mescolate e assemblate in una sorta di collage". Ruth Vanita suggerisce che Ayyappan è probabilmente emerso dalla fusione di un dio dravidico di provertà tribale e la storia puristica dell'interazione sessuale tra Shiva e Mohini.

### Storia principale
C'era una volta il Regno di Pandalam in cui Ayyappan ebbe origine. La famiglia reale non aveva figli. Un giorno il re di Pandalam trovò un neonato nella foresta. Il re portò il bambino da un ascetico nella foresta per indagare sul piccolo. L'ascetico consigliò al re di portare il bambino a casa e di crescerlo come se fosse figlio suo, e che da lì a 12 anni avrebbe davvero capito chi il bambino fosse. La famiglia reale così fece, chiamò il bambino Manikantha.
All'età di 12 anni, il re volle formalmente incoronare Manikantha principe (yuvraja) erede al trono. Tuttavia, sotto l'influenza di un ministro del male, la regina dissentì. Il ministro aveva ragguagliato la regina sul fatto che il suo più giovane figlio, biologico, avrebbe dovuto essere l'erede al trono. Il più giovane era disabile e non aveva le abilità necessarie ai doveri reali, qualcosa che il calcolatore ministro del male pensò lo avrebbe reso sovrano de facto. Il ministro persuase la regina a similare la sua malattia, chiedere "latte di tigre" per curarsi e domandare che Manikantha fosse mandato a prenderlo nella foresta. Manikantha si offrì volontario, andò nella foresta e tornò cavalcando una femmina di tigre. Il re, rendendosi conto della speciale dote di Manikantha riconobbe il figlio adottivo come un essere divino, arrivando alla creazione di un santuario in suo onore. Per la posizione, Manikantha scoccò una freccia che arrivò a 30 km di distanza. Il giovane ragazzo si trasformò quindi in Ayyappan. Il luogo in cui la freccia atterrò, è oggi un santuario Ayyappa, un luogo di maggiore pellegrinaggio che è particolarmente visitato in Makara Sankranti (intorno al 14 Gennaio).

## TV e serie televisive

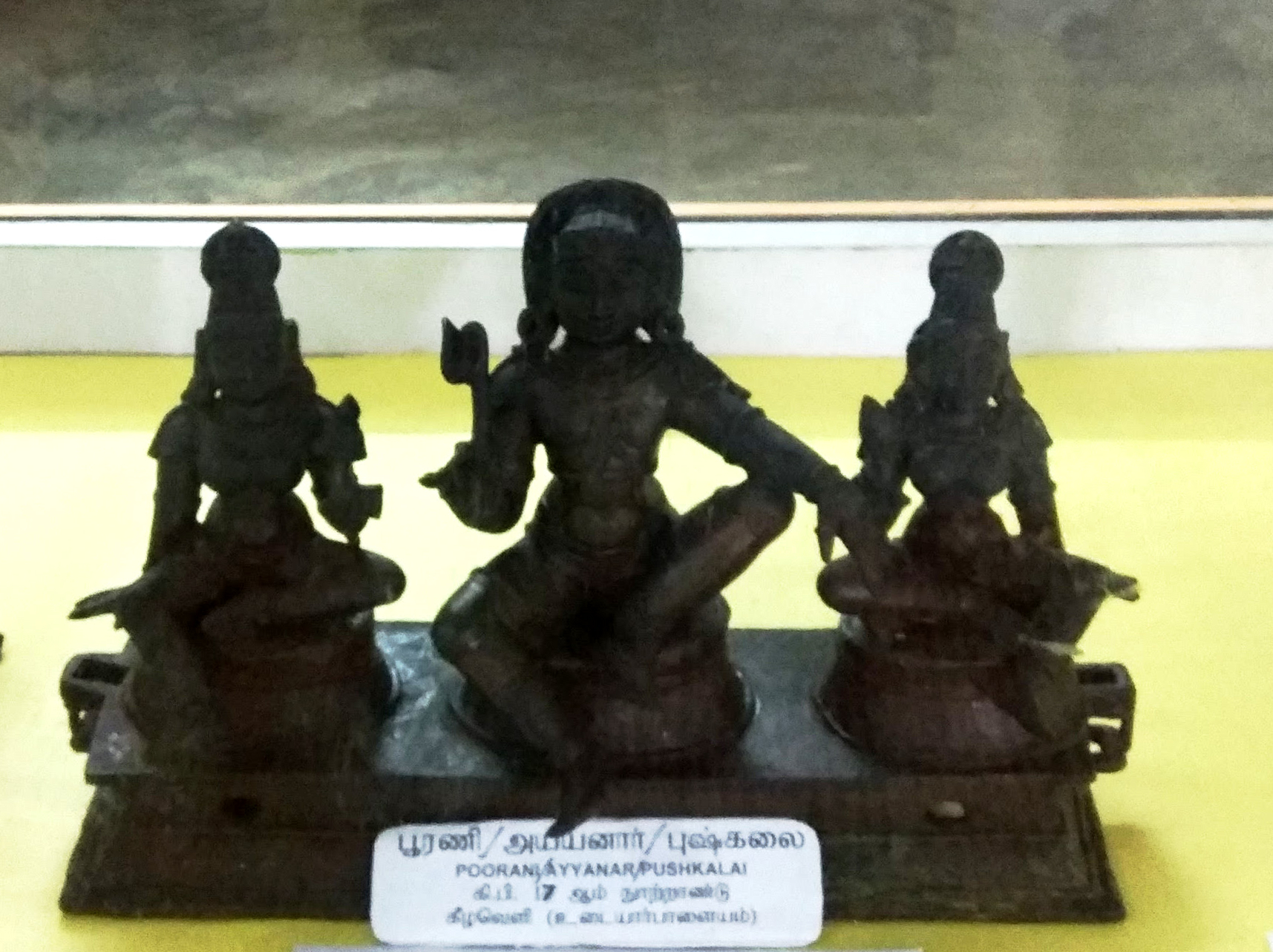
Ayyappan is typically a celibate god. In some locations he is same as Aiyyanar shown above with wives Poorna and Pushkala.

La divinità Ayyappan è apparsa in diversi film e TV regionali come personaggio, come nel film di animazione Swami Ayyappan del 2012, in più lingue.